# Campagne de Kediri
Révolte de Trunajaya
La campagne de Kediri (aussi connue dans les sources néerlandaises comme l'expédition de Hurdt ou l'expédition de Kediri) est un épisode de la révolte de Trunajaya ayant lieu d'août à décembre 1678 à Kediri sur l'île de Java (aujourd'hui dans la province de Java oriental en Indonésie).
Les forces alliées du sultanat de Mataram conduites par Amangkurat II et de la Compagnie des Indes néerlandaises (VOC) conduites par Anthonio Hurdt (en), marchent vers l'intérieur des terres dans la partie orientale de l'île contre les forces de Trunajaya. Après une série de difficultés logistiques et harcelée par les forces de Trunajaya, l'armée du Mataram et de la VOC franchit le fleuve Brantas dans la nuit du 16 au 17 novembre. Ils marchent alors sur la capitale et place force du chef rebelle, et s'en emparent lors d'un assaut direct le 25 novembre. Kediri est pillée par les forces néerlandaises et javanaises victorieuses, et le trésor du Mataram (capturé par Trunajaya lors de sa victoire à Plered) disparait lors du pillage. Trunajaya parvient à s'échapper de Kediri et poursuit la rébellion, bien que fortement affaiblie, jusqu'à sa capture à la fin de l'année 1679.
Lors de la marche sur Kediri et sur suggestion d'Amangkurat, l'armée du Mataram et de la VOC se scinde en trois colonnes empruntant des chemins différents et indirects vers Kediri. Ceci permet à l'armée de rencontrer d'autres factions et de gagner leurs allégeances, grossissant ses forces. Elle traverse des territoires jusqu'à présent non explorés par les néerlandais (en). Le récit néerlandais est consigné dans un journal tenu par le secrétaire de Hurdt, Johan Jurgen Briel. Des récits de la campagne apparaissent également dans les badads (chroniques) javanais.

## Contexte

Carte de Java, illustrant le territoire du sultanat de Mataram avant l'accession au trône d'Amangkurat Ier en 1646.

Lorsqu'Amangkurat Ier accède au trône du Mataram en 1646, le sultanat s'est étendu sur la majeure partie du centre et de l'est de Java, ainsi qu'à Madura, et contrôle quelques vassaux outre-mer au sud de Sumatra et Bornéo ; tous ces territoires font aujourd'hui partie de l'Indonésie. En 1674, le prince madurais Trunajaya allié à un groupe de combattants macassarois se révolte contre Amangkurat. Les rebelles sont d'abord victorieux : ils s'emparent de Surabaya, principale ville de l'est de Java, à la fin de l'année 1675, défont l'armée royale à Gegodog en 1676 et prennent la plus grande partie de la côte nord de Java jusqu'en janvier 1677. Devant le risque imminent d'effondrement de son autorité, Amangkurat Ier cherche l'appui de la Compagnie néerlandaise des Indes orientales (connue sous son acronyme néerlandais VOC pour Vereenigde Oostindische Compagnie) qui a établi une présence commerciale et militaire à Batavia. La VOC, dont l'établissement de Batavia dépend fortement des importations de nourriture venues du centre et de l'est de Java, prête une grande importance à la situation au Mataram. Par ailleurs, le bois de la côte nord javanaise est vital pour la Compagnie afin de construire et réparer sa flotte commerciale, ainsi que pour les nouvelles constructions dans la ville. Un accord d'alliance entre la VOC et le Mataram est trouvé en février 1677, lequel est ratifié par Amangkurat en mars.
En mai 1677, la VOC envoie une importante flotte à Surabaya, où Trunajaya a établi sa cour, et le chasse de la ville. Le chef rebelle bat en retraite dans les terres et s'installe à Kediri, la capitale de l'ancien royaume de Kediri,. Un mois plus tard cependant, les forces de Trunajaya prennent la cour du Mataram à Plered. La capitale royale est mise à sac, l'ensemble du trésor est confisqué par les rebelles, et le roi Amangkurat Ier, gravement malade, meurt lors de la retraite, plongeant le gouvernement de Mataram dans le désarroi. Son fils Amangkurat II, l'ayant fui dans sa retraite, lui succède. Sans armée, sans trésor et sans gouvernement fonctionnel, Amangkurat II se rend à Jepara, le quartier-général de la flotte de la VOC sous le commandement de l'amiral Cornelis Speelman (en), et signe en octobre en traité renouvelant leur alliance. En échange de l'aide de la VOC contre ses ennemis, Amangkurat promet 310 000 réaux espagnols et environ 5 000 tonnes de riz, couvrant également les campagnes menées jusqu'ici par la VOC pour le compte du Mataram. Dans des accords ultérieurs, il accepte également de céder les districts à l'est de Batavia, ainsi que Semarang, Salatiga et les districts environnants, et l'octroi d'un monopole sur l'import de textiles et d'opium au Mataram et l'achat de sucre produit par le sultanat.